# 50 v.Chr.

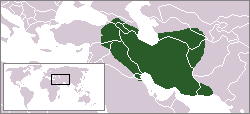
Het Parthische Rijk in 50 v.Chr.

Het jaar 50 v.Chr. is een jaartal in de 1e eeuw v.Chr. volgens de christelijke jaartelling.

## Gebeurtenissen

### Italië
- In Rome worden Lucius Aemilius Paulus en Gaius Claudius Marcellus, door de Senaat gekozen tot consul van het Imperium Romanum.
- Marcus Antonius wordt in Rome benoemd tot volkstribuun en krijgt het privilege om voor de populares (de "Volkspartij"), een veto uit te spreken tegen de Senaat.
- Winter - Julius Caesar vestigt zijn hoofdkwartier in Ravenna, samen met het Romeinse Legio XIII Gemina.

### Gallië
- Einde van de Gallische Oorlog, Julius Caesar onderwerpt de Keltische en Germaanse stammen in Gallië. De Rijn wordt de landsgrens van de Romeinse Republiek.

### Parthië
- Orodes II laat zijn zoon Pacorus I met het Parthische leger Syria binnenvallen. De Romeinen onder bevel van Cassius Longius, weten de Parthen te verslaan en drijven ze terug over de Eufraat.

### India
- In het noorden van India, vormen vijf nomadenstammen van de Yuezhi het Kushanrijk. Het boeddhistische koninkrijk drijft handel met de Chinese Han-dynastie.

## Overleden
- Quintus Hortensius Hortalus (~114 v.Chr. - ~50 v.Chr.), Romeins consul en redenaar (64)